# Bambusa griffithiana
Bambusa griffithiana är en gräsart som beskrevs av William Munro. Bambusa griffithiana ingår i släktet Bambusa och familjen gräs. Inga underarter finns listade i Catalogue of Life.